# Let L-200 Morava
Let L-200 Morava je dvomotorno lahko športno letalo, ki so ga zasnovali pri češkoslovaškem Let Kunovice v 1960ih. Prvi let je bil aprila 1957. Posebnost letala je, da ga poganjajo vrstni motorji in sicer Walter M337. Prav tako ima dvojni vertikalni rep, kar je tudi redkost pri športnih letalih.
Diamond DA42 je po obliki precej podobno letalo.

## Specifikacije (L-200D)
Podatki iz Jane's All The World's Aircraft 1966–67; Taylor 1966, pp. 27–28
Splošne karakteristike
- Posadka: 1 pilot
- Število sedežev: 4
- Dolžina: 8,61 m (28 ft 3 in)
- Razpon kril: 12,31 m (40 ft 4½ in)
- Višina: 2,25 m (7 ft 4 in)
- Površina kril: 17,28 m² (186 sq ft)
- Teža praznega letala: 1330 kg (2932 lb)
- Maks. vzletna teža: 1950 kg (4300 lb)
- Pogon letala: 2 ×  6-valjni zračnohaljeni vrstni motor Walter M337, 210 KM (154 kW)  vsak

 Zmogljivost 
- Maks. hitrost: 290 km/h (157 vozlov, 180 mph) na nivoju morja
- Potovalna hitrost: 256 km/h (138 vozlov, 159 mph) na višini 2500 m (8200 ft)
- Doseg: 1710 km (924 nmi, 1063 milj)
- Višina leta: 5700 m (18700 ft)
- Hitrost vzpenjanja: 6,5 m/s (1264 ft/min)